# Farhana Yamin
Farhana Yamin ist eine britische Umweltanwältin und Expertin für Klima- und Entwicklungspolitik. Sie beriet über 30 Jahre lang zahlreiche Länder und Gruppen in internationalen Klimaverhandlungen  und gilt als eine der Architektinnen des Pariser Klimaabkommens.

## Leben
Yamin wurde als Tochter pakistanischer Einwanderer in London geboren und wuchs dort auf. Ab 1983 studierte sie Philosophie, Politik und Wirtschaftswissenschaften (PPE) am Somerville College der Universität Oxford und schloss ihr Studium 1986 ab. Anschließend qualifizierte sie sich als Solicitor und begann ihre Karriere als Umweltanwältin.

## Wirken
Yamin ist eine führende internationale Umweltanwältin und Expertin für Klimapolitik und Entwicklungspolitik. Sie beriet zahlreiche Länder, insbesondere Entwicklungsländer und kleine Inselstaaten, in internationalen Klimaverhandlungen. Im Jahr 2001 trug sie zur Ausarbeitung des Marrakesch-Abkommens bei, welches die internationalen Regeln zur Umsetzung des Kyoto-Protokolls festlegte.
Seit 1995 lehrte Yamin an britischen Universitäten, darunter als Gastprofessorin am University College London. Von 2003 bis 2009 war sie Senior Research Fellow am Institute of Development Studies der University of Sussex und veröffentlichte zahlreiche Publikationen zu Klimawandel und Entwicklungspolitik. Zwischen 1998 und 2002 beriet sie die Europäische Kommission zur EU-Emissionshandelsrichtlinie und war von 2012 bis 2013 Sonderberaterin von Connie Hedegaard, der EU-Kommissarin für Klimapolitik, bezüglich internationaler Verhandlungen.
Sie war Lead Author für den Intergovernmental Panel on Climate Change (IPCC) in drei Bewertungsberichten und leitete das BASIC-Projekt (2004–2008), das Experten und Regierungsvertreter aus Brasilien, Südafrika, Indien und China zusammenbrachte, um Klimapolitik zu diskutieren.
Aktuell ist Yamin Senior Associate bei der britischen Denkfabrik Systemiq tätig und Associate Fellow bei Chatham House. Zudem ist sie Fellow der Royal Society of Arts (FRSA).

## Aktivismus
Im Jahr 2018 zog sich Yamin aus der akademischen Welt und den UN-Verhandlungen zurück, um sich auf zivilen Ungehorsam und soziale Bewegungen zu konzentrieren, welche den Kapitalismus hinterfragen. Als politische Koordinatorin von Extinction Rebellion spielte sie eine zentrale Rolle bei den Protesten im April 2019 in London, bei denen sie sich am Hauptsitz von Shell festklebte. Sie betonte, dass sie nach Jahren der Teilnahme an Klimaverhandlungen erkannt habe, dass rechtliche und diplomatische Bemühungen allein nicht ausreichen.
Yamin engagiert sich für gemeinschaftsbasierte Aktionen und ist Mitbegründerin von Camden Think & Do, einer Initiative, die Gemeinden dabei unterstützt, Aktionszentren in Einkaufsstraßen und öffentlichen Räumen zu schaffen. Sie ist Mitglied verschiedener Kommissionen, darunter der Camden Renewal Commission und der IPPR Commission on Environmental Justice, und fungiert als Treuhänderin oder Beraterin für Organisationen wie Greenpeace UK, WWF-UK und Julie’s Bicycle, die an der Schnittstelle von sozialer, rassischer und ökologischer Gerechtigkeit arbeiten.
Seit ihrem Rückzug aus Extinction Rebellion im Jahr 2020 konzentriert sich Yamin darauf, direkt mit benachteiligten Gemeinschaften im Vereinigten Königreich zu arbeiten und den Kultursektor zu mobilisieren, um ein stärkeres Engagement für Klimafragen zu fördern.